# Cheiracanthium sambii
Cheiracanthium sambii är en spindelart som beskrevs av Patel och C. Adinarayana Reddy 1991. Cheiracanthium sambii ingår i släktet Cheiracanthium och familjen sporrspindlar. Inga underarter finns listade i Catalogue of Life.